# Slopestyle masculin de ski acrobatique aux Jeux olympiques de 2022
Navigation
Pyeongchang 2018 Milan-Cortina 2026
Le Slopestyle masculin des Jeux olympiques d'hiver de 2022 a lieu les 15 février 2022 et 16 février 2022  au Genting Secret Garden à Zhangjiakou. Il s'agit de la troisième apparition de cette épreuve aux Jeux olympiques d'hiver.
Alexander Hall s'impose devant le médaillé d'argent en 2018 Nick Goepper. Jesper Tjäder complète le podium. Øystein Bråten s'étant retiré de la compétition, ne défend pas son titre et Alex Beaulieu-Marchand, médaillé de bronze en 2018, ne parvient pas à se qualifier pour ces Jeux.

## Qualification
Pour être admis au jeux olympiques, un athlète doit remplir trois conditions en plus des critères d'âge et médicaux :
- Comptabilisé 50 points au classement FIS de la discipline au 17 janvier 2022,
- Être classé dans le top 30 d'une épreuve comptant pour la Coupe du monde ou aux Championnats du monde,
- Un maximum de quatre athlètes de même nationalité est admis.

un total de 31 athlètes remplissent ces conditions. mais finalement que 20 participeront aux jeux.

## Calendrier
| Date            | Manche         | Horaire | Horaire |
| --------------- | -------------- | ------- | ------- |
| 15 février 2022 | Qualifications | 12h30   |         |
| 16 février 2022 | Finale         | 9h30    |         |

## Médaillés
| Or                          | Argent                    | Bronze                |
| Alexander Hall (États-Unis) | Nick Goepper (États-Unis) | Jesper Tjäder (Suède) |

## Résultats

### Qualification
Trente et un concurrents sont au départ et chacun a le droit à deux passages. Seul le meilleur est comptabilisé et les douze meilleurs sont qualifiés pour la finale.
| Rang | Dossard          | Athlète            | Nationalité      | 1er passage | 2e passage | Meilleur | Notes |
| ---- | ---------------- | ------------------ | ---------------- | ----------- | ---------- | -------- | ----- |
| 1    | 3                | Andri Ragettli     | Suisse           | 76.98       | 85.08      | 85.08    | Q     |
| 2    | 4                | Birk Ruud          | Norvège          | 83.96       | 40.95      | 83.96    | Q     |
| 3    | 13               | Nick Goepper       | États-Unis       | 82.51       | 80.23      | 82.51    | Q     |
| 4    | 9                | Jesper Tjäder      | Suède            | 59.15       | 79.38      | 79.38    | Q     |
| 5    | 17               | Alexander Hall     | États-Unis       | 79.13       | 40.60      | 79.13    | Q     |
| 6    | 2                | Colby Stevenson    | États-Unis       | 78.01       | 35.80      | 78.01    | Q     |
| 7    | 21               | Ben Barclay        | Nouvelle-Zélande | 76.00       | 77.71      | 77.71    | Q     |
| 8    | 11               | Kim Gubser         | Suisse           | 76.71       | DNS        | 76.71    | Q     |
| 9    | 18               | Matěj Švancer      | Autriche         | 37.25       | 74.86      | 74.86    | Q     |
| 10   | 5                | Fabian Bösch       | Suisse           | 53.83       | 74.53      | 74.53    | Q     |
| 11   | 26               | Max Moffatt        | Canada           | 74.06       | 35.06      | 74.06    | Q     |
| 12   | 25               | Oliwer Magnusson   | Suède            | 73.46       | 39.16      | 73.46    | Q     |
| 13   | 6                | Édouard Therriault | Canada           | 70.40       | 23.75      | 70.40    |       |
| 14   | 23               | Javier Lliso       | Espagne          | 21.95       | 69.16      | 69.16    |       |
| 15   | 12               | Finn Bilous        | Nouvelle-Zélande | 68.01       | 32.85      | 68.01    |       |
| 16   | 29               | Ferdinand Dahl     | Norvège          | 35.41       | 67.61      | 67.61    |       |
| 17   | 28               | Daniel Bacher      | Autriche         | 63.60       | 16.21      | 63.60    |       |
| 18   | 24               | Leonardo Donaggio  | Italie           | 63.48       | 42.88      | 63.48    |       |
| 19   | 19               | Colin Wili         | Suisse           | 54.45       | 38.03      | 54.45    |       |
| 20   | 1                | Mac Forehand       | États-Unis       | 51.21       | 37.80      | 51.21    |       |
| 21   | 16               | He Jinbo           | Chine            | 42.83       | 20.85      | 42.83    |       |
| 22   | 15               | Christian Nummedal | Norvège          | 41.48       | 16.03      | 41.48    |       |
| 23   | 22               | Evan McEachran     | Canada           | 40.90       | 33.70      | 40.90    |       |
| 24   | 10               | Tormod Frostad     | Norvège          | 22.11       | 38.05      | 38.05    |       |
| 25   | 27               | Henrik Harlaut     | Suède            | 37.70       | 48.16      | 48.16    |       |
| 26   | 31               | Teal Harle         | Canada           | 36.05       | 33.81      | 36.05    |       |
| 27   | 8                | Simo Peltola       | Finlande         | 35.01       | 29.25      | 35.01    |       |
| 28   | 20               | Hugo Burvall       | Suède            | 33.40       | 28.58      | 33.40    |       |
| 29   | 14               | Thibault Magnin    | Espagne          | 33.06       | 14.78      | 33.06    |       |
|      | 7                | James Woods        | Grande-Bretagne  | DNS         | DNS        | DNS      | DNS   |
| 30   | Antoine Adelisse | France             |                  | DNS         | DNS        | DNS      | DNS   |

### Finale
Les douze concurrents ont le droit à trois passages et seul le meilleur est retenu pour la note finale.
| Rang                                | Dossard | Athlète          | Nationalité      | 1er passage | 2e passage | 3e passage | Meilleur |
| ----------------------------------- | ------- | ---------------- | ---------------- | ----------- | ---------- | ---------- | -------- |
| Médaille d'or, Jeux olympiques      | 8       | Alexander Hall   | États-Unis       | 90.01       | 86.38      | 31.41      | 90.01    |
| Médaille d'argent, Jeux olympiques  | 10      | Nick Goepper     | États-Unis       | 45.75       | 86.48      | 53.45      | 86.48    |
| Médaille de bronze, Jeux olympiques | 9       | Jesper Tjäder    | Suède            | 85.35       | 16.11      | 37.33      | 85.35    |
| 4                                   | 12      | Andri Ragettli   | Suisse           | 78.20       | 83.50      | 33.95      | 83.50    |
| 5                                   | 11      | Birk Ruud        | Norvège          | 26.98       | 47.93      | 79.33      | 79.33    |
| 6                                   | 3       | Fabian Bösch     | Suisse           | 78.05       | 51.46      | 13.98      | 78.05    |
| 7                                   | 7       | Colby Stevenson  | États-Unis       | 77.41       | 41.73      | 55.18      | 77.41    |
| 8                                   | 4       | Matěj Švancer    | Autriche         | 73.05       | 31.86      | 49.83      | 73.05    |
| 9                                   | 2       | Max Moffatt      | Canada           | 47.18       | 65.31      | 70.40      | 70.40    |
| 10                                  | 6       | Ben Barclay      | Nouvelle-Zélande | 29.16       | 29.78      | 67.40      | 67.40    |
| 11                                  | 1       | Oliwer Magnusson | Suède            | 23.75       | 22.75      | 40.46      | 40.46    |
| 12                                  | 5       | Kim Gubser       | Suisse           | DNS         | DNS        | DNS        | DNS      |